# 黄永勤
黄永勤（1955年—），女，中国超级计算机专家，江南计算技术研究所研究员、所长，中国计算机学会会士，中国计算机学会夏培肃奖获得者。